# Aveda Poppal Wadi, Supa
Aveda Poppal Wadi là một làng thuộc tehsil Supa, huyện Uttara Kannada, bang Karnataka, Ấn Độ.